# Гонсалес, Хосе Фройлан
Хосе́ Фройла́н Гонса́лес (исп. José Froilán González; 5 октября 1922, Арресифес, провинция Буэнос-Айрес — 15 июня 2013) — аргентинский автогонщик. Участвовал в первых чемпионатах Формулы-1 и одержал 2 победы — в Гран-при Великобритании 1951 года и Гран-при Великобритании 1954 года. Имел прозвище Пампасский бык.

## Биография
В 1950 году выступил на двух этапах чемпионата мира, выступая на Maserati за частную команду Scuderia Achille Varzi (Гран-при Монако, Гран-при Франции — оба раза сошёл). В 1951 году выступил на Talbot по частной заявке в Гран-при Швейцарии (сход), а затем был приглашён в «Феррари» и провёл за неё 4 последних этапа сезона, причём очень успешно: 3 вторых места (одно совместно с Аскари), одно третье, и победа в Гран-при Великобритании, завоевав 3-е место по итогам года. В следующем году ушёл из «Феррари» и выступил на Гран-при Италии за «Мазерати» (2-е место в гонке, 9-е в чемпионате). Продолжил выступления за «Мазерати» в 1953 году, завоевав 3 третьих места и итоговое 6-е место в чемпионате. Перед Гран-при Германии попал в аварию и пропустил 3 последние гонки сезона.
Сезон 1954 года стал последним полным сезоном для Гонсалеса. Он вернулся в «Феррари», одержал свою вторую и последнюю победу (на Гран-при Великобритании), а также по два 2-х и 3-х места и стал вице-чемпионом мира. В 1955 провёл лишь один домашний Гран-при, финишировав вторым, правда совместно с Трентиньяном и Фариной, поделив с ними очки. В чемпионате финишировал 17-м с 2 очками. В 1956 выступил на Гран-при Аргентины за «Мазерати» (сход), а на Гран-при Великобритании за Vandervell (также сход). На следующий год набрал последнее очко в «Формуле-1» на домашнем Гран-при Аргентины за «Феррари» (отдав автомобиль де Портаго и разделив с ним 2 очка за 5-е место). По итогам сезона — 20-й. Последнее выступление Гонсалеса состоялось в 1960 году на родине в Аргентине за «Феррари», где он финишировал 10-м.
Гонсалес скончался 15 июня 2013 года.

## Результаты в Формуле-1
| Легенда к таблице |                                                                    |
| --- | ------------------------------------------------------------------ |
| В таблице перечислены результаты всех Гран-при Формулы-1, в которых принимал участие гонщик. Строками таблицы являются сезоны, столбцами — этапы чемпионата мира. В каждой клетке указаны сокращённое название этапа и результат, дополнительно обозначенный цветом. Расшифровка обозначений и цветов представлена в нижеследующей таблице. |                                                                    |
| \| Пример \| Описание \| \| ------------ \| ------------------------------------------------------------------ \| \| 1 \| Победитель \| \| 2 \| Второе место \| \| 3 \| Третье место \| \| 5 \| Финишировал, заработав очки \| \| Сход \| Не финишировал, но при этом заработал очки \| \| 12 \| Финишировал, не получив очков \| \| НКЛ \| Финишировал, но не попал в финальную классификацию \| \| 15 \| Участвовал вне зачёта, либо по отдельной классификации \| \| 18 \| Не финишировал, но попал в финальную классификацию \| \| Сход \| Не финишировал \| \| НКВ \| Не прошёл квалификацию \| \| НПКВ \| Не прошёл предквалификацию \| \| ДСК \| Дисквалифицирован \| \| ИСК \| Исключён из протокола соревнований \| \| ТТ \| Заявлен для участия только в тренировках \| \| НС \| Участвовал в квалификации, но не стартовал в гонке \| \| Т \| Травмирован или болен \| \| ОТК \| Отказ от участия \| \| НТР \| Прибыл на соревнования, но на трассу не выезжал \| \| НПР \| Был заявлен в числе участников, но не прибыл к началу соревнований \| \| О \| Соревнования отменены \| \| \| Не участвовал \| \| Поул-позиция \| \| \| Быстрый круг \| \| |                                                                    |
| Пример | Описание                                                           |
| 1 | Победитель                                                         |
| 2 | Второе место                                                       |
| 3 | Третье место                                                       |
| 5 | Финишировал, заработав очки                                        |
| Сход | Не финишировал, но при этом заработал очки                         |
| 12 | Финишировал, не получив очков                                      |
| НКЛ | Финишировал, но не попал в финальную классификацию                 |
| 15 | Участвовал вне зачёта, либо по отдельной классификации             |
| 18 | Не финишировал, но попал в финальную классификацию                 |
| Сход | Не финишировал                                                     |
| НКВ | Не прошёл квалификацию                                             |
| НПКВ | Не прошёл предквалификацию                                         |
| ДСК | Дисквалифицирован                                                  |
| ИСК | Исключён из протокола соревнований                                 |
| ТТ | Заявлен для участия только в тренировках                           |
| НС | Участвовал в квалификации, но не стартовал в гонке                 |
| Т | Травмирован или болен                                              |
| ОТК | Отказ от участия                                                   |
| НТР | Прибыл на соревнования, но на трассу не выезжал                    |
| НПР | Был заявлен в числе участников, но не прибыл к началу соревнований |
| О | Соревнования отменены                                              |
| | Не участвовал                                                      |
| Поул-позиция |                                                                    |
| Быстрый круг |                                                                    |

| Сезон | Команда                   | Шасси               | Двигатель                  | Ш | 1        | 2        | 3        | 4          | 5     | 6        | 7     | 8     | 9   | 10  | Место | Очки           |
| ----- | ------------------------- | ------------------- | -------------------------- | - | -------- | -------- | -------- | ---------- | ----- | -------- | ----- | ----- | --- | --- | ----- | -------------- |
| 1950  | Scuderia Achille Varzi    | Maserati 4CLT/48    | Maserati 4CLT 1,5 L4S      | P | ВЕЛ      | МОН Сход | 500      | ШВА        | БЕЛ   | ФРА Сход | ИТА   |       |     |     | —     | 0              |
| 1951  | Частная заявка            | Talbot-Lago T26C-GS | Talbot 4,5 L6              | D | ШВА Сход | 500      | БЕЛ      |            |       |          |       |       |     |     | 3     | 24 (27)        |
| 1951  | Scuderia Ferrari          | Ferrari 375         | Ferrari 375 4,5 V12        | Е |          |          |          | ФРА (2)    |       |          |       |       |     |     | 3     | 24 (27)        |
| 1951  | Scuderia Ferrari          | Ferrari 375         | Ferrari 375 4,5 V12        | P |          |          |          |            | ВЕЛ 1 | ГЕР 3    | ИТА 2 | ИСП 2 |     |     | 3     | 24 (27)        |
| 1952  | Officine Alfieri Maserati | Maserati A6GCM      | Maserati A6 2,5 L6         | P | ШВА      | 500      | БЕЛ      | ФРА        | ВЕЛ   | ГЕР      | НИД   | ИТА 2 |     |     | 9     | 61⁄2           |
| 1953  | Officine Alfieri Maserati | Maserati A6GCM      | Maserati A6 2,5 L6         | P | АРГ 3    | 500      | НИД 3    | БЕЛ (Сход) | ФРА 3 | ВЕЛ 4    | ГЕР   | ШВА   | ИТА |     | 6     | 131⁄2 (141⁄2)  |
| 1953  | Officine Alfieri Maserati | Maserati A6GCM      | Maserati A6 2,5 L6         | P | АРГ 3    | 500      | НИД Сход | БЕЛ (Сход) | ФРА 3 | ВЕЛ 4    | ГЕР   | ШВА   | ИТА |     | 6     | 131⁄2 (141⁄2)  |
| 1954  | Scuderia Ferrari          | Ferrari 625         | Ferrari 107 2,5 L4         | P | АРГ 3    | 500      | БЕЛ Сход |            | ВЕЛ 1 | ГЕР 2    | ШВА 2 |       |     |     | 2     | 251⁄7 (269⁄14) |
| 1954  | Scuderia Ferrari          | Ferrari 553 Squalo  | Ferrari 106 2,5 L4         | P |          |          | БЕЛ (4)  | ФРА Сход   |       |          |       | ИТА 3 | ИСП |     | 2     | 251⁄7 (269⁄14) |
| 1954  | Scuderia Ferrari          | Ferrari 553 Squalo  | Ferrari 106 2,5 L4         | P | ИТА Сход |          | БЕЛ (4)  | ФРА Сход   |       |          |       |       | ИСП |     | 2     | 251⁄7 (269⁄14) |
| 1955  | Scuderia Ferrari          | Ferrari 625         | Ferrari 107 2,5 L4         | Е | АРГ 2    | МОН      | 500      | БЕЛ        | НИД   | ВЕЛ      | ИТА   |       |     |     | 17    | 2              |
| 1956  | Officine Alfieri Maserati | Maserati 250F       | Maserati 250F 2,5 L6       | P | АРГ Сход | МОН      | 500      | БЕЛ        | ФРА   |          |       |       |     |     | —     | 0              |
| 1956  | Vandervell Products Ltd   | Vanwall VW (56)     | Vanwall 254 2,5 L4         | P |          |          |          |            |       | ВЕЛ Сход | ГЕР   | ИТА   |     |     | —     | 0              |
| 1957  | Scuderia Ferrari          | Lancia Ferrari 801  | Lancia Ferrari DS50 2,5 V8 | Е | АРГ 5    | МОН      | 500      | ФРА        | ВЕЛ   | ГЕР      | ПЕС   | ИТА   |     |     | 20    | 1              |
| 1960  | Scuderia Ferrari          | Ferrari 256         | Ferrari 155 2,4 V8         | D | АРГ 10   | МОН      | 500      | НИД        | БЕЛ   | ФРА      | ВЕЛ   | ПОР   | ИТА | США | —     | 0              |